# Opius curritibensis
Opius curritibensis är en stekelart som beskrevs av Fischer 1966. Opius curritibensis ingår i släktet Opius och familjen bracksteklar. Inga underarter finns listade i Catalogue of Life.